# Tropentheater
Het Tropentheater (eerder Soeterijn) was een theater in Amsterdam voor concerten, dansvoorstellingen, (jeugd)theater en films uit alle niet-westerse landen en de randen van Europa. Het was onderdeel van het Koninklijk Instituut voor de Tropen.

## Geschiedenis
Het theater werd onder de naam Soeterijn geopend in 1975. Het theater en het interieur is ontworpen in 1973 door Pete van der Kleut. Hij was tot 1984 verantwoordelijk voor de programmering als hoofd culturele en informatieve programma's van het Tropeninstituut. 
Het Tropentheater beschikte over drie verschillende zalen; de Grote Zaal, de Kleine Zaal en de Marmeren Hal. Er waren twee ingangen, één naast de ingang van het Tropenmuseum aan de Linnaeusstraat 2A (Kleine Zaal) en een aan de Mauritskade 63 (Grote Zaal/Marmeren Hal). De programmering was in handen Huib Haringhuizen en later van Emiel Barendsen. Voor toegang tot de film-voorstellingen in het Tropentheater kon men gebruikmaken van de Cineville kaart.
Het Tropentheater programmeerde bekende en onbekende artiesten en films uit niet-westerse landen. Populair waren series als Dansen in Marmer, Film&Food en de Indiase filmfestivals. 
De directeuren van het Tropentheater waren achtereenvolgens Otto Romijn (1984-2002), Wieb Broekhuijsen (2002-2009), Rien Vrijenhoek (2009-2011), Emiel Barendsen (2012, interim) en Peter Verdaasdonk (2012).
Als gevolg van het beëindigen van de subsidie was het Tropentheater genoodzaakt zijn deuren te sluiten per 1 januari 2013. Tegenwoordig worden de zalen verhuurd voor evenementen.